# Korálice
Korálice (Corallorhiza) je rod rostlin z čeledi vstavačovité. Jsou to nevelké, pozemní, přímé, nezelené byliny bez listů a s drobnými květy ve vrcholovém hroznu. Rod zahrnuje 11 druhů s výskytem v Americe, korálice trojklaná se jako jediná vyskytuje i v Eurasii včetně České republiky. Korálice jsou rostliny se zajímavou biologií. Prostřednictvím mykorhizních hub přijímají asimiláty z kořenů blízkých dřevin. Korálice trojklaná je jediný druh, který obsahuje určitý podíl chlorofylu a je v malé míře schopen i fotosyntézy.

## Popis
Korálice jsou vytrvalé, bezlisté, heteromykotrofní byliny bez pravých kořenů. Podzemní oddenky jsou korálovitého tvaru (odtud jméno), větvené a dužnaté. Stonky jsou přímé, někdy nahloučené, lysé. Květy nenápadné nebo i nápadné a pohledné, přivřené nebo rozevřené, přetočené (resupinátní), v řídkých až hustých, vrcholových, vzpřímených hroznech, podepřených několika blanitými listeny přitisklými ke stonku. Kališní i korunní lístky jsou kopinaté až obkopinaté, na vrcholu špičaté až tupé. Pysk je široce obvejčitý, se dvěma bazálními lamelami a často se dvěma postranními laloky, na bázi zúžený v nehet, bez ostruhy. Sloupek je protáhlý, někdy křídlatý.
Tyčinka je vrcholová a nese 4 kulovité, voskovité brylky bez přívěsků, připojené k lepkavému, trojhrannému viscidiu. Tobolka je převislá, žebernatá.

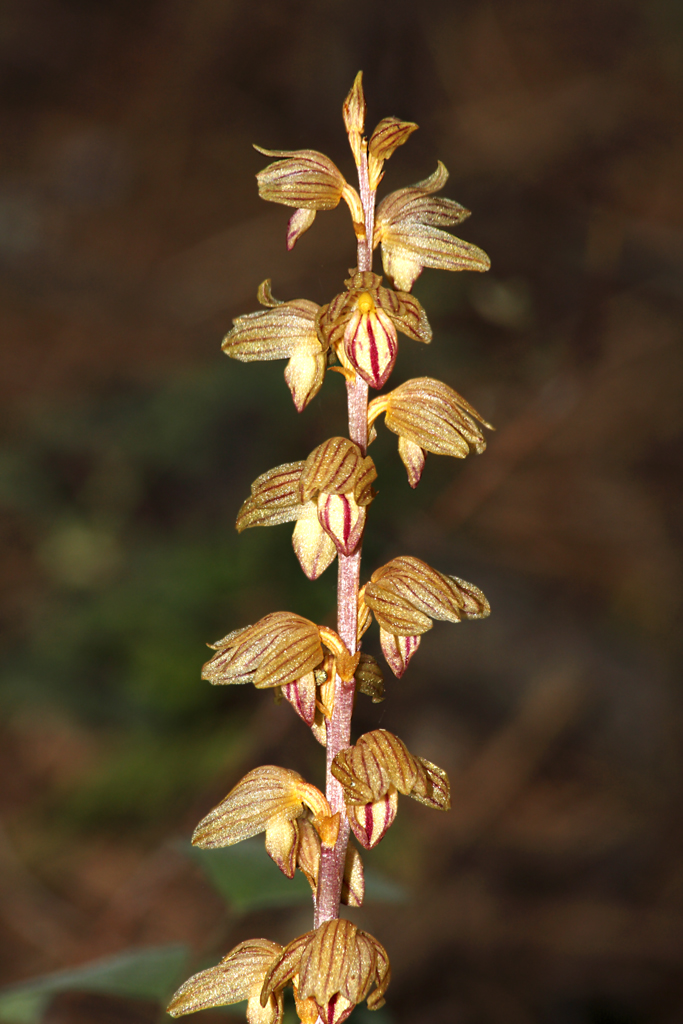
Květenství Corallorhiza striata
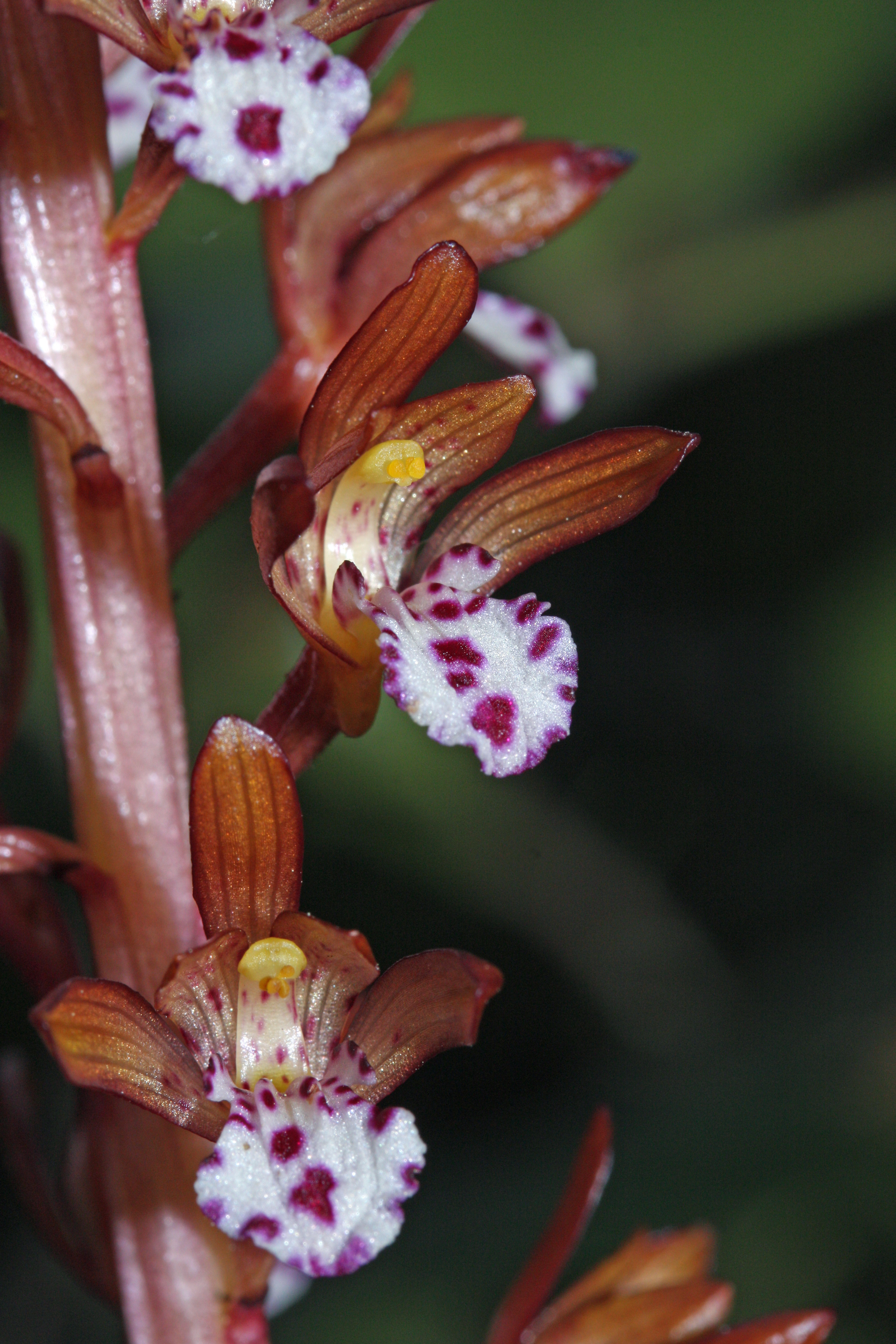
Detail květů Corallorhiza maculata
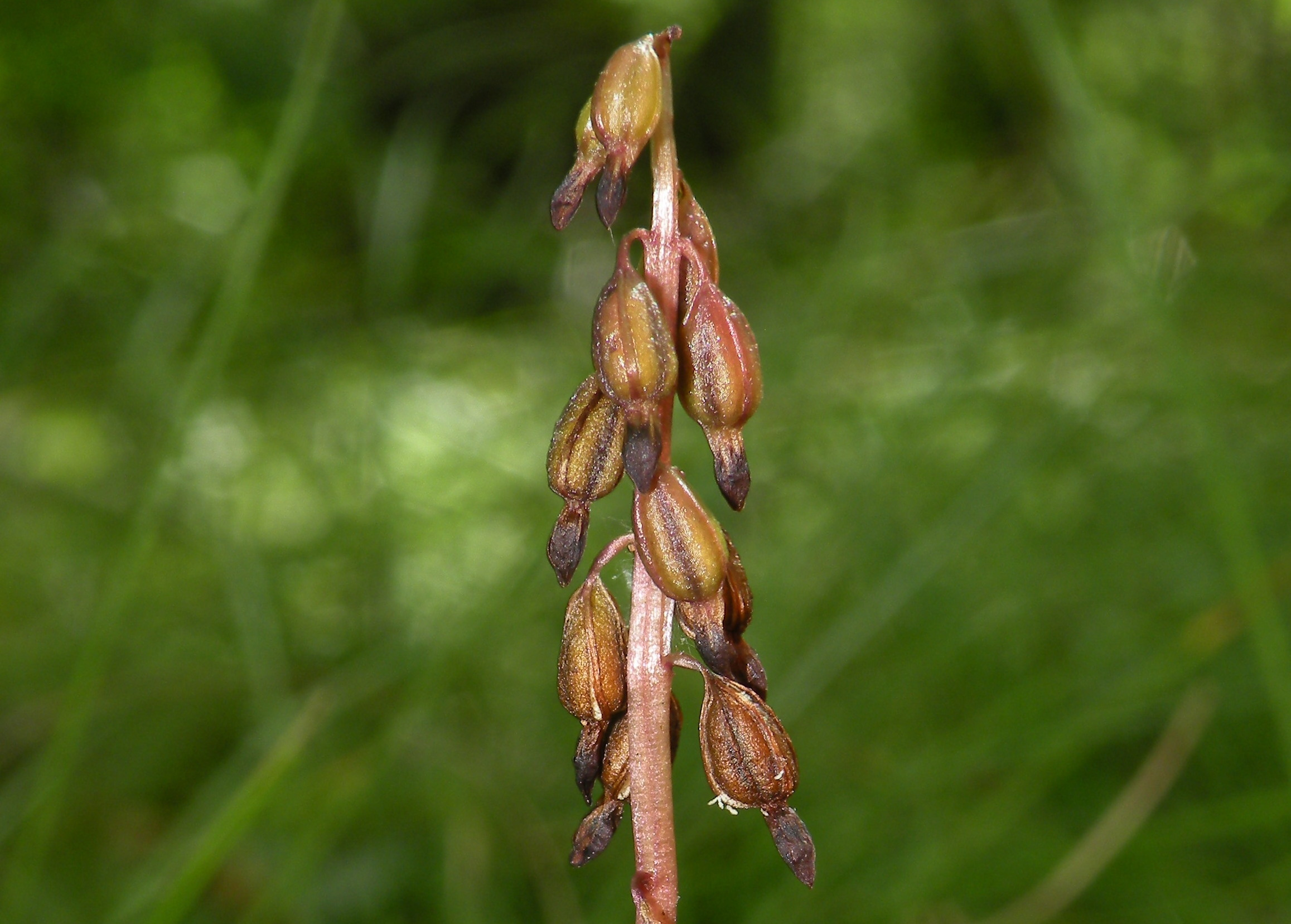
Plodenství Corallorhiza odontorhiza

## Rozšíření
Rod korálice zahrnuje 11 druhů. S výjimkou korálice trojklané, která má rozsáhlý cirkumboreální areál v Eurasii i Severní Americe, jsou všechny druhy rozšířeny pouze v Novém světě. Areál rodu v Americe zahrnuje celou Severní Ameriku včetně subarktických oblastí, Mexiko a Střední Ameriku. Druh Corallorhiza ekmanii je endemit Hispanioly.

## Ekologické interakce

### Mykorhiza
Korálice jsou rostliny se zajímavou biologií.
V minulosti byly jakožto nezelené rostliny považovány za saprofyty, tedy rostliny získávající živiny z půdního humusu. Později se zjistilo, že se tyto rostliny vyživují prostřednictvím symbiotického vztahu s půdními houbami, tedy prostřednictvím mykorhizy. Daný typ je označován jako orchideoidní mykorhiza a symbiontem jsou stopkovýtrusné houby. Jedná se o endomykorhizu, neboť vlákna hub pronikají do buněk kořenů.
Korálice trojklaná má symbiotický vztah s houbami čeledi plesňákovité (Thelephoraceae), zatímco americké druhy Coralorrhiza maculata a Corallorhiza austinae s houbami čeledi holubinkovité (Russulaceae). Podrobné studie ukázaly zajímavou věc, že v tomto symbiotickém vztahu jsou zapojeny i zelené, asimilující dřeviny (v Severní Americe např. borovice pokroucená), které mají symbiotický mykorhizní vztah se stejnou houbou, jejímž myceliem se asimiláty z dřevin dostávají do korálice. Tento tok živin byl prokázán značením radioaktivním uhlíkem. Korálice trojklaná má nadto ve stonku chlorofyl a je v omezené míře schopna i fotosyntézy, zatímco ostatní druhy tohoto rodu chlorofyl postrádají.

### Opylování
Květy korálice trojklané navštěvují drobné mouchy z čeledi kroužilkovití, které láká slabá pižmová vůně, nebyl u nich však pozorován přenos brylek. V květech dochází k samoopylení opadnutím brylek na bliznu v rané fázi vývoje květu, často dokonce ještě před jeho otevřením, které by umožnilo cizosprášení. Semena se tvoří v hojném počtu.

## Taxonomie
Rod Corallorhiza je v rámci čeledi Orchidaceae řazen do podčeledi Epidendroideae, tribu Epidendreae a podtribu Calypsoinae. Nejblíže příbuzné rody jsou Aplectrum (1 druh v Severní Americe), Cremastra (6 druhů ve východní Asii) a Oreorchis (17 druhů ve východní Asii).

## Zástupci
- korálice pruhovaná (Corallorhiza striata)
- korálice trojklaná (Corallorhiza trifida)

## Význam
Korálice se dosud nepodařilo převést do kultury, což souvisí s jejich mykotrofní výživou a potřebou symbiózy s houbou napojenou v mykorhizním vztahu na listnatou dřevinu.